# Муцшен
Муцшен (њем. Mutzschen) град је у њемачкој савезној држави Саксонија. Једно је од 41 општинског средишта округа Лајпциг. Према процјени из 2010. у граду је живјело 2.228 становника. Посједује регионалну шифру (AGS) 14729280.

## Географски и демографски подаци
Муцшен се налази у савезној држави Саксонија у округу Лајпциг. Град се налази на надморској висини од 169 метара. Површина општине износи 29,4 km². У самом граду је, према процјени из 2010. године, живјело 2.228 становника. Просјечна густина становништва износи 76 становника/km².